# Л. С. Лаури
Лоренс Стивен Лаури (енгл. Laurence Stephen Lowry; 1. новембар 1887 — 23. фебруар 1976) био је енглески сликар. Многи његови цртежи и слике приказују Пендлбри, у Ланкаширу где је живео и радио више од 40 година, Салфорд и његову околину.
Лаури је током живота одбио пет краљевских одликовања, укључујући витештво (1968). Држи рекорд за највише одбијених британских почасти.
Колекција Лауријевих дела изложена је у посебно изграђеној уметничкој галерији Лаури (The Lowry) у Салфорду. 26. јуна 2013. отворена је велика ретроспективна изложба у Тејт галерији у Лондону. Прва самостална изложба његових слика ван Велике Британије одржана је у Нанђингу, у Кини.

## Биографија
Л.С. Лаури је рођен 1. новембра 1887. у Стретфорду (тада део Ланкашира). Његов отац, Роберт, имао је ирско порекло и радио је као чиновник. Мајка Елизабета припремала се за каријеру концертног пијанисте, али је због слабог здравља након рођења сина, одустала од ње.
Лаури је детињство и младост провео у Манчестеру. Када је имао 22 године, породица се из финансијских разлога преселила у индустријски градић Пендлбри. По завршетку школовања, почео је да ради за компанију Пал Мал као сакупљач станарине. У то време, узимао је у вечерњим часовима приватне часове цртања. Од 1905. године, у Манчестеру је похађао тамошњу уметничку школу. Од 1915. до 1925. године, школовао се на универзитету Салфорд. Ту је и показао интересовање за индустријске пејзаже и почео да изграђује свој стил. Након смрти оца 1932. године, наставио је да живи са мајком. Отац их је оставио у дуговима, које је Лаури покушавао да врати. Како његова мајка није прихватала његово бављење сликарством, сликао је само у вечерњим сатима. Смрт мајке снажно је утицала на њега. Био је депресиван, занемарио је одржавање куће до те мере да су га власници избацили из ње 1948. године. Тада је већ имао довољно новца да купи себи дом, те се преселио у Мотрам (тада део Чешира). У овој кући остао је до краја живота. До пензионисања 1952. године, радио је за компанију Пал Мал. Умро је 1976. године од упале плућа. Имао је 88. година. Сахрањен је поред родитеља, на гробљу у Манчестеру.

## Стил
Лаури је познат по сликању сцена живота из индустријских округа северозападне Енглеске средином 20. века. Развио је препознатљив стил сликања и најпознатији је по својим урбаним пејзажима препуним људских фигура које се често називају људи шибице. Сликао је мистериозне ненасељене пејзаже, замишљене портрете, а након његове смрти пронађена су дела под називом „марионете“.

## Галерија
- Одлазак на посао, 1943
- Плакета на кући у којој је Лаури живео од 1948. до 1976.
- Улаз у Лаури центар
- Споменик Лаурију у Мотраму